# Skeleton-Europameisterschaft 2007
Die Skeleton-Europameisterschaft 2007 wurde am 23. und 24. Februar 2007 im Rahmen des letzten Saisonweltcups auf der Bob- und Rodelbahn in Königssee ausgetragen.
Neben europäischen waren somit auch Starter von anderen Kontinenten am Start, die aus der Wertung für die Europameisterschaft gestrichen wurde. Bei den Frauen waren unter den ersten sechs Platzierten drei Nichteuropäerinnen, den Sieg konnte dennoch auch im Weltcuprennen Anja Huber erringen. Anders bei den Männern. Hier siegte Zach Lund, Europameister Alexander Tretjakow kam nur auf dem zweiten Rang ein.
Nach dem ersten Durchgang durften wie im Weltcup üblich im zweiten Lauf nur noch die 20 am besten Platzierten Starter und Starterinnen antreten.

## Männer
| Platz | Sportler              | Zeit    |
| ----- | --------------------- | ------- |
| 1     | Alexander Tretjakow   | 1:36.13 |
| 2     | Markus Penz           | +0.13   |
| 3     | Tomass Dukurs         | +0.24   |
| 4     | Martins Dukurs        | +0.30   |
| 5     | Frank Kleber          | +0.37   |
| 6     | Matthias Guggenberger | +0.53   |
| 7     | Adam Pengilly         | +0.63   |
| 8     | Mirsad Halilovic      | +0.79   |
| 9     | Frank Rommel          | +0.84   |
| 10    | Sergei Tschudinow     | +1.03   |
| 11    | Dirk Matschenz        | +1.12   |
| 12    | Daniel Mächler        | +1.14   |
| 13    | Martin Brugger        | +4.30   |
| 14    | Anthony Sawyer        | +1.49   |
| 15    | Maurizio Oioli        | +0.84   |
| 16    | Peter van Wees        | +0.88   |
| 17    | Alberto Polacchi      | +0.95   |
| 18    | Grégory Saint-Géniès  | +1.26   |
| 19    | Sebastian Haupt       | +1.35   |
| 20    | Ivan Pokos            | +1.43   |
| 21    | Nicola Nimac          | +1.93   |
| 22    | Patrick Shannon       | +1.97   |
| 23    | Ander Mirambell       | +2.02   |
| 24    | Andy Wood             | +2.29   |
| 25    | Markus Tempel         | +2.49   |
| 26    | Pavel Kubik           | +3.97   |

Datum: 24. Februar 2007. Am Start waren insgesamt 26 Teilnehmer. Für den zweiten Durchgang konnten sich 14 Europäer qualifizieren.
Mit Alexander Tretjakow gewann einer der Favoriten die EM, der zuvor schon in mehreren Weltcuprennen weit vorne einkam. Der Zweitplatzierte Penz krönte eine eher durchwachsene Saison, die jedoch zum Ende hin immer besser wurde. Die guten Platzierungen der lettischen Dukurs-Brüder war eine Überraschung.

## Frauen
| Platz | Sportler            | Zeit    |
| ----- | ------------------- | ------- |
| 1     | Anja Huber          | 1:38:43 |
| 2     | Maya Pedersen-Bieri | +1.04   |
| 3     | Monika Wołowiec     | +1.21   |
| 4     | Jessica Kilian      | +1.70   |
| 5     | Amy Williams        | +2.34   |
| 6     | Kerstin Jürgens     | +2.93   |
| 7     | Swetlana Trunowa    | +2.94   |
| 8     | Donna Creighton     | +3.38   |
| 9     | Barbara Hosch       | +3.61   |
| 10    | Julia Eichhorn      | +4.17   |
| 11    | Jekaterina Mironowa | +1.82   |
| 12    | Desiree Bjerke      | +1.87   |
| 13    | Maggie Davies       | +2.08   |
| 14    | Costanza Zanoletti  | +2.10   |
| 15    | Joska Le Conte      | +2.86   |
| 16    | Lucie Švancerová    | +3.01   |
| 17    | Teresita Bramante   | +4.30   |

Datum: 23. Februar 2007. Am Start waren insgesamt 17 Teilnehmerinnen, von denen sich 10 für den zweiten Durchgang qualifizieren konnten.
Die Siegerin Anja Huber gehörte nicht zum engsten Favoritenkreis, war dennoch keine sensationelle Siegerin. Sie konnte damit die Tradition der deutschen Skeletonpilotinnen fortsetzen, die seit der ersten Austragung vier der fünf Europameistertitel gewinnen konnte. Huber ist die fünfte Titelträgerin. Die Zweitplatzierte Maya Pedersen-Bieri, Olympiasiegerin von 2006 war die Topfavoritin. Die Drittplatzierte Monika Wołowiec galt als große Überraschung, die Bronzemedaille war ihr bis dahin größter Erfolg.